# Shaku Sōen

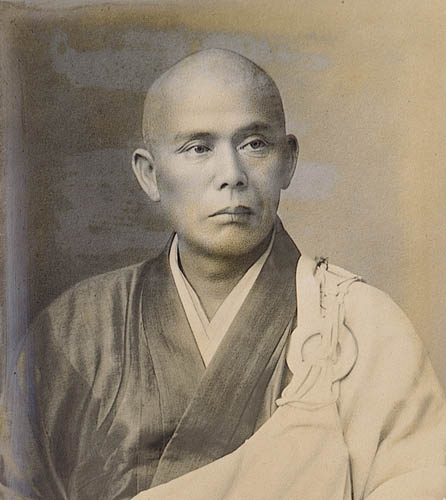
Shaku Sōen

Shaku Sōen (japanisch 釈 宗演; geboren 10. Januar 1860 in Takahama (Provinz Echizen), gestorben 1. November 1919 in Kamakura (Präfektur Kanagawa)) war der japanische Priester, der den Begriff „Zen“ in den Vereinigten Staaten und Europa einführte.

## Leben und Wirken
Shaku Sōen wurde als zweiter Sohn von Ichinose Nobunori (一ノ瀬 信典) in dem kleinen Küstenort Takahama am Japanischen Meer geboren. Er ging von zu Hause weg nach Kyōto, wo er 1870 seine Ausbildung zum Priester unter Ekkei Shuken (越渓 守謙; 1810–1884) am zum Tempel Myōshin-ji gehörenden Tempel Tenjuin (天授院) abschloss und sich „Shaku“ nannte. 1878 besuchte er Priester Imakita Kōsen (1816–1892) im Engaku-ji in Kamakura und schloss sich ihm später an. Nach seinem Abschluss in „Keiō Gijuku“, der Vorläufereinrichtung der Keiō-Universität, ging er zum Studium nach Ceylon und wurde 1892 Oberpriester der Engakuji-Schule des Buddhismus.
1893 reiste Shaku in die Vereinigten Staaten, um an dem 1. Weltparlament der Religionen in Chikago teilzunehmen. Dort hielt er einen Vortrag über Zen, der von einem seiner Schüler, Suzuki Daisetsu, ins Englische übersetzt wurde. Das wurde der Beginn der Einführung des Zen im Westen. Ab 1903 diente er auch als Oberabt der Kenchōji-Richtung des Buddhismus, trat aber 1905 aus und wurde Oberpriester des Tōkeiji (東慶寺) in Kamakura. Im selben Jahr reiste er erneut in die Vereinigten Staaten, um Zen zu fördern. 1906 bereiste er Europa und Indien. In seinen späteren Jahren besuchte er Korea, die Mandschurei (Nordostchina) und Taiwan. 1914 wurde er Präsident der „Rinzai-Universität“ – heute „Hanazono-Universität“ (花園大学) – in Kyōto. 1916 wurde er erneut zum Oberhaupt der Engakuji-Schule ernannt.
Zu Shakus Schriften gehören unter anderem „Ryōga manroku“ (楞伽 漫録) – „Erläuterungen zur Lankavatara-Sutra“, „Eibun seppō-shū“ (英文説法集) – „Sammlung von Predigten auf Englisch“ und „Saiyū nikki“ (西遊日記) – „Tagebuch zur Reise in den Westen“, der Titel ist eine Anspielung auf das klassische Werk „Die Reise nach Westen“.